# Henri Martineau
 (mars 2021).
Si vous disposez d'ouvrages ou d'articles de référence ou si vous connaissez des sites web de qualité traitant du thème abordé ici, merci de compléter l'article en donnant les références utiles à sa vérifiabilité et en les liant à la section « Notes et références ».
Pour les articles homonymes, voir Martineau.
« Le Divan » redirige ici. Pour les autres significations, voir Le Divan (homonymie).
Ne doit pas être confondu avec Henri Martineau des Chesnez.
Henri Martineau, né le 26 avril 1882 à Coulonges-sur-l'Autize et mort le 21 avril 1958  à Paris, est un médecin, critique littéraire et un journaliste français.

## Biographie
Henri Fernand Arthur Martineau est le fils de Jean Ferdinand Edmond Martineau, docteur en médecine, et Henriette Augustine Berthe Valentine Girard2. Ses études le conduisent à obtenir à son tour le doctorat en médecine et il succède à son père comme médecin en 1907 (jusqu'en 1921). Conseiller municipal, il siège dans l'opposition au maire. Il fait paraître en 1905 un recueil de poésie chez Léon Clouzot à Niort, Les Vignes Mortes. Ses autres recueils sont Mémoires (1906), Acceptation (1907).
Martineau est le créateur de la revue littéraire Le Divan, dont le premier numéro est paru à Coulonges-sur-l'Autize en janvier 1909. Exempté de service militaire et non mobilisé, il donne durant la guerre des soins gratuits aux trois hôpitaux annexes de la Croix- installés  à Coulonges-sur-l'Autize, Ardin et Champdeniers2.
Après la guerre il s'établit libraire et éditeur à Paris (1921). Il publie et reste jusqu'à sa mort directeur de sa revue, qui allait devenir le rendez-vous de l’école fantaisiste.
Il est le promoteur de Stendhal au XXe siècle, qu'il édite, et de Paul-Jean Toulet, de Francis Carco et autres poètes selon son cœur, en leur consacrant de petits livres dont le meilleur est sans doute sa Vie de Paul-Jean Toulet (1921). Avec son ami Eugène Marsan, il est également l'un des critiques littéraires de l'Action française et de la Revue critique des idées et des livres.

## Le Divan

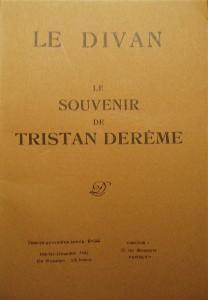
Le Divan, exemple de couverture

Henri Martineau s'associé à Jean Rivain pour fonder le périodique Le Divan, publié à Coulonges-sur-l'Autize, dont il sera le directeur. Bimensuel (sauf quelques exceptions), il parut de janvier-février 1909 à juillet-décembre 1958. De décembre 1928 à juin 1929, Le Divan contient une section séparée intitulée le « Journal de Francis Jammes ».
Proche de la ligne éditoriale de la Revue critique des idées et des livres fondée par Eugène Marsan et Jean Rivain, Le Divan est une revue littéraire se réclamant des idées de Charles Maurras et de L'Action française. Ce périodique défendait un néo-classicisme littéraire dérivé de l'École romane et proche des conceptions de Pierre Lasserre et de Henri Clouard. Par l'intermédiaire d'Henri Martineau, Le Divan contribua à la redécouverte de Stendhal et à la notoriété de Paul-Jean Toulet ; il resta attaché à la tradition face à la montée des avant-gardes.
Il existait également une librairie, elle aussi tenue par Henri Martineau et portant le même, à l'angle de la rue Bonaparte et de la rue de l'Abbaye, dans le quartier de Saint-Germain-des-Prés à Paris ; devenue propriété de Gallimard, elle ferma en 1997 pour se réimplanter dans le 15e arrdt.

## Décoration
- Officier de la Légion d'honneur (décret du 8 novembre 1949 ; nommé chevalier par décret du 21 janvier 1932. Dans les deux cas il fut décoré au titre "d'homme de lettres")[3].

## Postérité
Un collège porte son nom à Coulonges-sur-l'Autize.